# 10105 Holmhällar
10105 Holmhällar là một tiểu hành tinh vành đai chính với chu kỳ quỹ đạo là 2017.0939750 ngày (5.52 năm).
Nó được phát hiện ngày 6 tháng 3 năm 1992.